# Bridge (album de Joey Cape)
Pour les articles homonymes, voir Bridge (homonymie).
 (février 2012).
Bridge est le premier album solo de Joey Cape (Lagwagon, Bad Astronaut) sorti le 29 septembre 2008 aux États-Unis sur Suburban Home Records et le 21 octobre 2008 en Europe chez Bad Taste Records.
Contrairement aux travaux de Joey Cape avec ses groupes, les morceaux de l'album sont acoustiques et alternatifs; tout comme ceux de l'album Acoustic avec Tony Sly. Dans le livret Joey Cape décrit cet album solo comme un "rite de passage".
Cinq morceaux sont des versions acoustiques de chansons sorties sur l'EP de Lagwagon, I Think My Older Brother Used to Listen to Lagwagon. Ce sont: "Errands", "B Side", "Memoirs and Landmines", "No Little Pill" et "Mission Unaccomplished".

## Pistes
| No  | Titre                       | Durée |
| --- | --------------------------- | ----- |
| 1.  | "Errands"                   | 3:38  |
| 2.  | "We're Not In Love Anymore" | 2:59  |
| 3.  | "Canoe"                     | 3:01  |
| 4.  | "B Side"                    | 2:51  |
| 5.  | "Who We've Become"          | 3:26  |
| 6.  | "Memoirs and Landmines"     | 2:49  |
| 7.  | "The Ramones Are Dead"      | 1:51  |
| 8.  | "Non Sequitur"              | 3:30  |
| 9.  | "No Little Pill"            | 4:05  |
| 10. | "Mission Unaccomplished"    | 1:59  |
| 11. | "Gun It, No Don't"          | 3:16  |
| 12. | "Home"                      | 3:43  |